# Венера 9
„Венера 9“ е автоматичен космически апарат, изстрелян от СССР на 8 юни 1975 г. 02:38 стандартно време с цел изследване на Венера. Общата маса на апарата е 4936 kg, а масата на спускаемия модул – 1560 kg, от които оборудването съставлява 660 kg.  Спускаемият модул е отделен от космическата сонда 2 дни преди достигането на Венера и навлиза в атмосферата на планетата на 20 октомври 1975 г. Осъществено меко кацане в осветената част на планетата, като Слънцето се намира близо до зенит. Апаратът каца на повърхността в 05:13 ст. време на място с координати 31,01° сев. ш. и 291,64° изт. д. с възможна грешка от 150 km. В това време самата космическа сонда заема орбита на изкуствен спътник на Венера. Тя ретранслира получената от спускаемия апарат информация към Земята.
Във вътрешността на спускаемия модул (диаметър 2,4 м) се намира охладителна течност, чиято циркулация поддържа работна температура в продължение на около 53 минути след кацане, преди настъпване на повреда. Намаление на скоростта и меко кацане е осъществено с помощта на защитни покрития, три парашута, въздушна спирачка подобна на диск и сферичен пръстен, поглъщащ енергията на удара с повърхността. Мястото на кацане е на около 2200 km от това на „Венера 10“. Апаратът навлиза в атмосферата под ъгъл от 20 – 23°. След първоначалното аеродинамично забавяне в атмосферата следва 20-минутно спускане с парашути, за да бъде изследван облачният слой, след което някои от тях са отделени и следва бързо приземяване.
Данните показват облачно покритие с дебелина от 30 до 40 km, долната граница на което се намира на 30 – 35 km над повърхността. Регистрирани са съединения, като сярна киселина, флуороводород, бром и йод. Повърхностното налягане е 90 атмосфери (9 MPa) при температура от 485 °C. Осветеността е сравнима с тази на облачен летен ден в умерените ширини на Земята.
Научната апаратура на спускаемия апарат включва: панорамен телефотометър за изследване на оптичните свойства и получаване изображения на повърхността в мястото на кацане, фотометър за измерване на светлинните потоци в зеления, жълтия и червения спектър и в два сектора на НК спектър, фотометър за измерване яркостта на атмосферата в инфрачервения спектър и за определяне на нейния химичен състав чрез спектрален анализ, датчици за налягане и температура, акселерометри за измерване на претоварването при навлизането в атмосферата, мас-спектрометър за определяне на химичния ѝ състав на височина 63 – 34 км, анемометър за измерване скоростта на вятъра на повърхността на планетата, гама-спектрометър за определяне съдържанието на естествените радиоактивни елементи във венерианските скали, радиационен измерител на плътността на грунда в повърхностните слоеве на планетата.
„Венера 9“ е първият апарат предал черно-бели телевизионни изображения от повърхността на Венера, разкривайки скали с размери от 30 – 40 cm, наличие на сенки, както и липса на прах в атомосферата. Вместо планираната 360-градусова панорамна снимка е заснета само 180-градусова, понеже защитният капак на една от камерите не се отваря. Повредата се повтаря и при „Венера 10“.

## Снимки
Дон Мичъл чрез допълнително анализиране на записи от оригиналните сигнали, изпратени от апаратите Венера възстановява снимки с подобрено качество. За сравнение е подобрена снимка на Мичъл.